# Château de Cilgerran
Le château de Cilgerran est un château en ruines du XIIIe siècle situé à Cilgerran, près d'Aberteifi, dans le comté de Pembroke, au pays de Galles.
Le château est une propriété du National Trust, sous la tutelle du Cadw (agence exécutive des monuments historiques gallois).

## Situation
Le château est situé sur un promontoire rocheux au-dessus de la rivière Teifi,.

## Histoire
Un château de terre et de bois aurait été construit aux alentours de 1100, bien que la maçonnerie actuelle date du XIIIe siècle.
Ce château peut avoir été la scène de l'enlèvement de l'épouse de Gérald de Windsor, la princesse Nest ferch Rhys, par Owain ap Cadwgan et quinze compagnons durant Noël 1109. Les chroniques prétendent que cet événement a eu lieu au château de Cenarth Bychan qui est supposé avoir été le château de Cilgerran.
En 1215, le château a été pris par Llywelyn le Grand.
En 1223, le château a été repris par Guillaume le Maréchal le jeune, comte de Pembroke, qui a reconstruit le château dans sa forme actuelle. Il a ensuite été accordé par Henry VII à la famille Vaughan qui a continué à l'occuper jusqu'au début du XVIIe siècle, lorsqu'elle a construit une nouvelle demeure à proximité.

## Description
Le château est essentiellement en ruines, bien qu'il reste deux importantes tours.
Depuis le château, il y a des promenades qui mènent à la rivière Teifi.